# Aspidifrontia cinerea
Aspidifrontia cinerea là một loài bướm đêm trong họ Noctuidae.